# Zoi Konstantopoulou

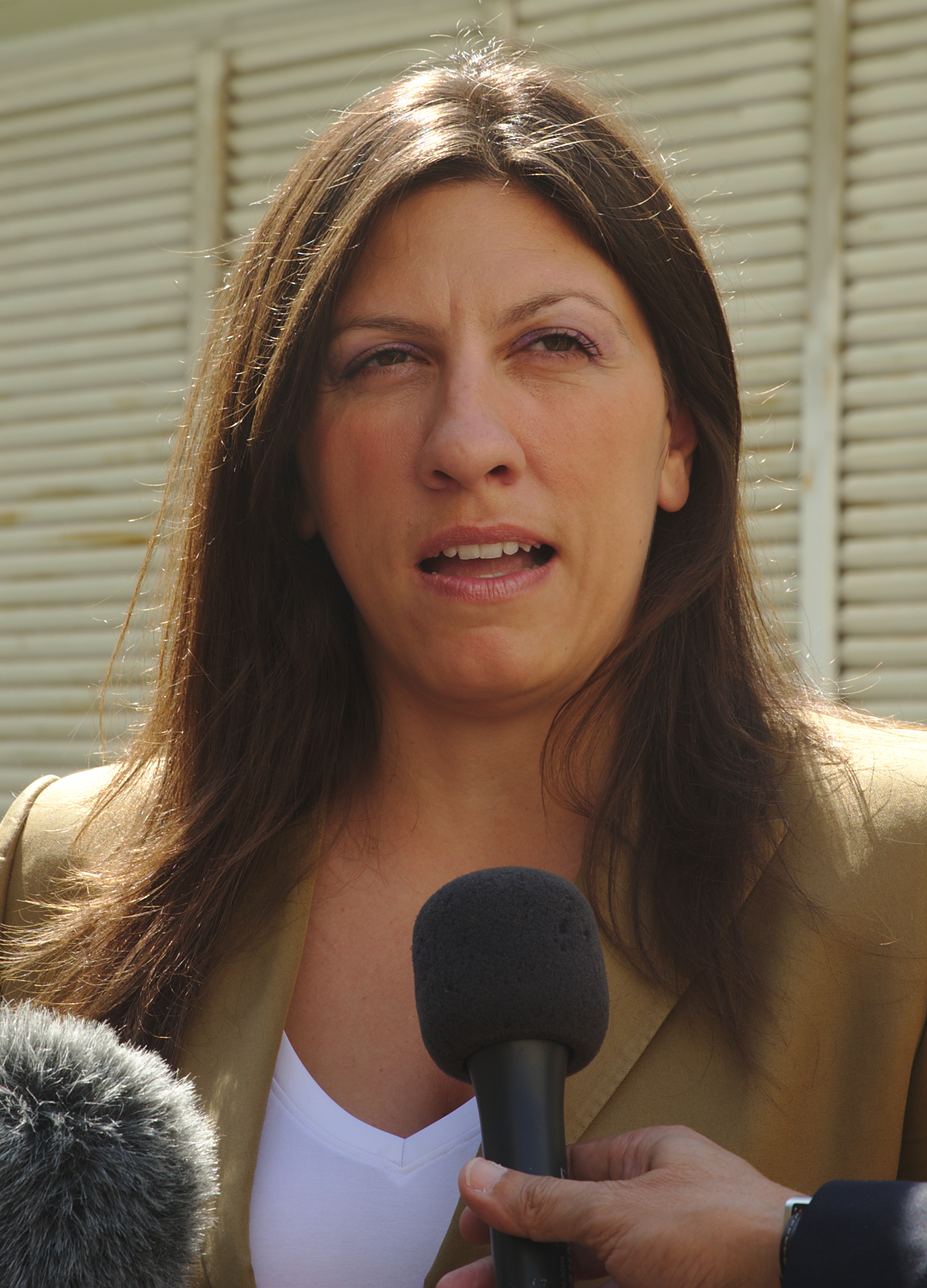
Zoi Konstantopoulou (2015)

Zoi Konstantopoulou (griechisch Ζωή Κωνσταντοπούλου, * 8. Dezember 1976 in Athen) ist eine griechische Juristin und Politikerin. Sie war vom 6. Februar 2015 bis zur Konstituierung des neu gewählten Parlaments am 4. Oktober 2015 Präsidentin des griechischen Parlaments. Bis August 2015 war sie Mitglied der Partei SYRIZA; sie kandidierte bei der vorgezogenen Wahl am 20. September 2015 für die neue Linkspartei LAE, die aber den Einzug ins Parlament verfehlte. Im April 2016 gründete sie eine neue Partei namens Plefsi Eleftherias (Kurs der Freiheit). Während die Partei bei der Wahl 2019 den Einzug ins Parlament verpasste, ist dies bei den Parlamentswahlen im Juni 2023 erstmals gelungen. Im Jahr 2025 lag die Partei laut Umfragen bei bis zu 17,9 % und damit auf Platz zwei hinter der Regierungspartei Nea Dimokratia.

## Leben
Zoi Konstantopoulou wurde als Tochter des Synaspismos-Vorsitzenden Nikos Konstantopoulos geboren. Sie studierte Rechtswissenschaften an der juristischen Fakultät der Universität Athen, Völker- und Europarecht an der Universität Paris X (Nanterre) und absolvierte ein Aufbaustudium an der Sorbonne in europäischem Strafrecht und  Kriminalpolitik. Gleichzeitig unterrichtete sie 1998–2000 im Rahmen eines Bildungsprogramms für Strafgefangene Englisch im Gefängnis von Fresnes. 2001 war sie am Internationalen Strafgerichtshof für das ehemalige Jugoslawien tätig. Sie absolvierte dann ein weiteres Aufbaustudium für Menschenrechte und Strafrecht an der Columbia University Law School in New York City, währenddessen sie im Büro der griechischen Ständigen Vertretung bei den Vereinten Nationen arbeitete.
Seit 2003 war sie als Rechtsanwältin in Griechenland mit eigener Kanzlei in Athen in den Gebieten Strafrecht, internationales Strafrecht und Menschenrechte tätig. Sie tritt bis heute als Rechtsanwältin in Fällen öffentlichen Interesses auf, für die sie kein Honorar verlangt und fiel durch juristische Beschwerden auf, etwa über mutmaßliche Kriegsverbrechen britischer Beamter im Irak.
Sie kandidierte bei der Europawahl 2009 für SYRIZA und wurde bei der Parlamentswahl im Mai 2012 zum ersten Mal als Abgeordnete in das griechische Parlament gewählt. Bei den Wahlen im Juni 2012 und im Januar 2015 wurde sie wiedergewählt. Sie fiel durch scharfzüngige Redegefechte mit Abgeordneten anderer Parteien auf.
Aufsehen erregte 2014, dass ihre Mutter, die Journalistin Lina Alexiou, bis November 2013 Kindergeld für sie bezogen hatte.
Nach dem Wahlerfolg des SYRIZA wurde sie am 6. Februar 2015 von 235 der anwesenden 298 Abgeordneten als jüngste Präsidentin des griechischen Parlaments gewählt. Als Gegnerin des Regierungskurses von Alexis Tsipras, mit den Institutionen doch über Sparmaßnahmen und Reformen zu verhandeln, obwohl dies in einem von Tsipras initiierten Referendum gemäß der Regierungsempfehlung abgelehnt worden war, kandidierte sie als Unabhängige auf der Liste der SYRIZA-Abspaltung Laiki Enotita bei der vorgezogenen Parlamentswahl am 20. September 2015, wurde jedoch nicht mehr ins Parlament gewählt.
Am 10. Juni 2017 löste sie während einer Gedenkveranstaltung an das Massaker von Distomo einen Eklat aus. Die Politikerin warf dem deutschen Botschafter in Griechenland Peter Schoof vor, dass er nicht das Recht hätte einen Kranz niederzulegen. Die ehemalige Parlamentspräsidentin stellte sich dem deutschen Repräsentanten in den Weg, weil sie der Meinung war, dass Deutschland dem griechischen Staat Reparationszahlungen schulde. Schließlich nahm Manolis Glezos, ein griechischer Widerstandskämpfer, den Botschafter zur Hand und Schoof konnte mit der Kranzniederlegung fortfahren.
Seit dem Einzug ins Parlament 2023 profiliert sich Konstantopoulou als scharfe Kritikerin der Regierung Mitsotakis und setzte sich für die Aufklärerung der Hintergründe des Eisenbahnunfalls von Tembi am 28. Februar 2023 ein, bei dem 57 Menschen starben. In Interviews äußerte sie ihre Bereitschaft zur Übernahme des Amtes der griechischen Premierministerin.
Konstantopoulou engagiert sich stark für LGBTQIA+-Rechte und ist derzeit die einzige Frau unter den Vorsitzenden aller Parlamentsparteien.